# نازنین زاغری
نازنین زاغری-رتکلیف (قبل از ازدواج زاغری؛ زادهٔ ۲۶ دسامبر ۱۹۷۸) شهروند دو تابعیتی بریتانیایی-ایرانی است که از ۳ آوریل ۲۰۱۶ تا ۱۶ مارس ۲۰۲۲ در ایران بازداشت بود. او در فروردین ۱۳۹۵ به جرم «توطئه برای سرنگونی حکومت ایران» به پنج سال زندان محکوم شد. او در ۱۷ مارس ۲۰۲۰ در طول همه‌گیری کووید-۱۹ در ایران، در حالی که تحت نظر بود، به‌طور موقت آزاد شد.
زاغری با رویترز همکاری داشته‌است. او همواره اتهامات جاسوسی علیه خود را رد کرده و شوهرش معتقد است که همسرش «به عنوان اهرم فشاری که انگلیس به خاطر تحویل ندادن تانک به ایران در سال ۱۹۷۹ به ایران بدهکار بود، زندانی شد.» او به همراه انوشه آشوری پس از پرداخت ۵۳۰ میلیون دلار به جمهوری اسلامی، ۲۵ اسفند ۱۴۰۰ از ایران خارج شد.

## زندگی شخصی
نازنین زاغری در سال ۱۳۵۷ در تهران متولد شد. او در دانشگاه تهران ادبیات انگلیسی خواند و بعد از فارغ‌التحصیلی به عنوان مترجم در آژانس همکاری بین‌المللی ژاپن (JICA) که به مناطق حادثه دیده گروه‌های امدادی می‌فرستد، استخدام شد. زاغری سابقه کار در فدراسیون بین‌المللی جمعیت‌های هلال احمر و صلیب سرخ و سازمان بهداشت جهانی را هم داشته و گاهی هم مطالبی برای روزنامه‌ها از جمله شرق ترجمه می‌کرد.
نازنین زاغری در سال ۲۰۰۷ میلادی برای تحصیل در مقطع کارشناسی ارشد به لندن رفت. در همان سال در یک مراسم سخنرانی در دانشگاه، با همسرش ریچارد رتکلیف آشنا شد. او در لندن به عنوان دستیار پروژه در مؤسسه خیریه بی‌بی‌سی ورلد سرویس تراست که حالا به بی‌بی‌سی مدیا اکشن تغییر نام داده مشغول به کار شد و بعد کارش را به عنوان مدیر پروژه در بنیاد خیریه تامسون رویترز ادامه داد. به گفته این بنیاد، مسئولیت خانم زاغری رسیدگی به امور اداری بود و ارتباطی با بخش‌های خبری نداشت.

## بازداشت و زندان

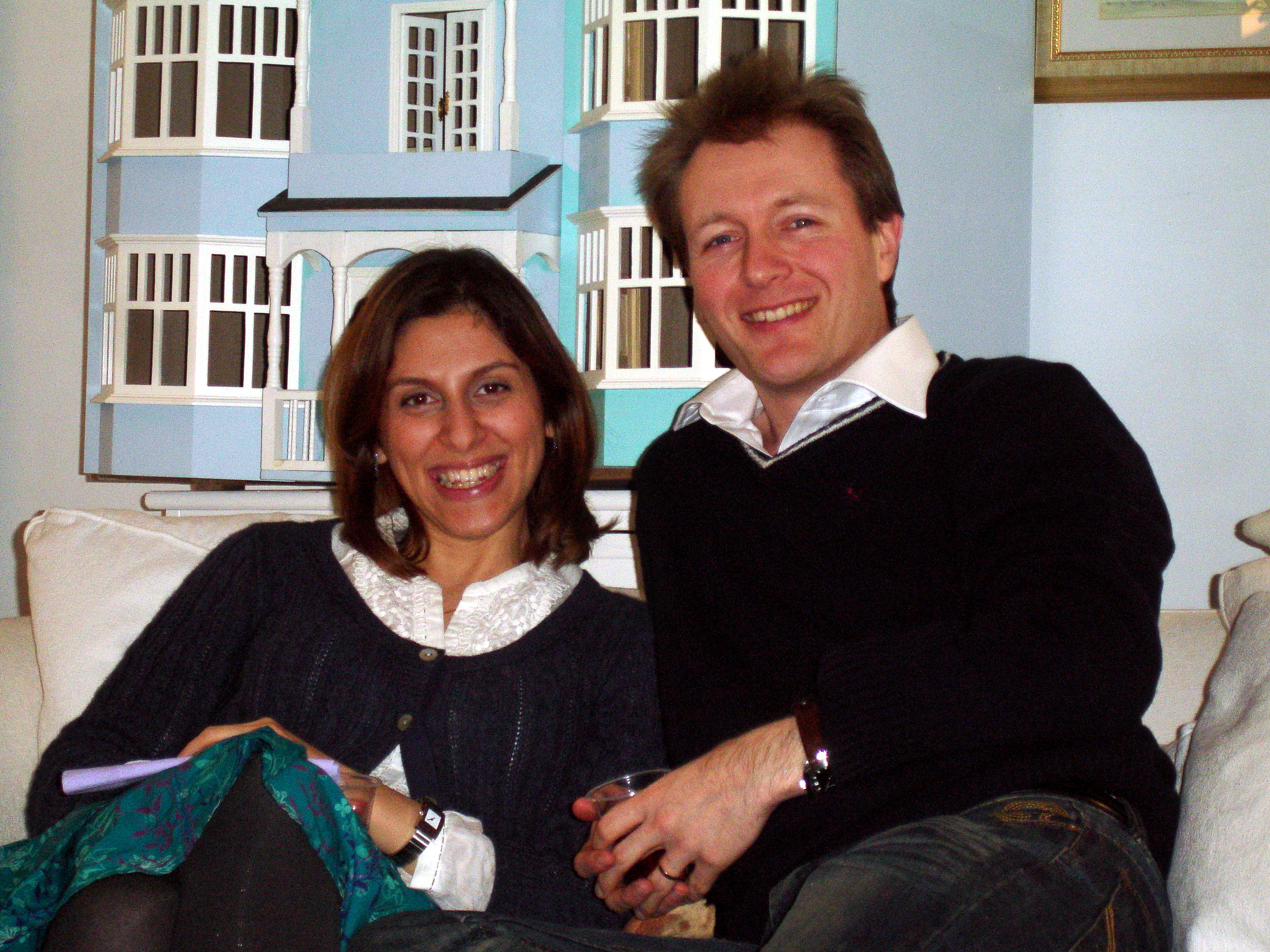

بازداشت نازنین زاغری رتکلیف در ایران و زندانی شدن او برای پنج سال، به یکی از پیچیده‌ترین پرونده‌های سیاسی در روابط خارجی ایران و بریتانیا تبدیل شد. پرونده‌ای که به گفته خانواده زاغری با پرونده بدهی دولت بریتانیا به ایران بابت تانک‌های چیفتن خریداری شده در زمان محمدرضا شاه پهلوی، گره خورده بود.

### سفر به ایران و بازداشت
نازنین زاغری رتکلیف که مقیم لندن بود، برای سفر نوروزی به همراه کودک یک ساله‌اش به ایران رفته بود. او در ۱۹ فروردین ۱۳۹۵ و هنگام بازگشت به بریتانیا، در فرودگاه بازداشت شد. مأموران هنگام دستگیری زاغری پاسپورت گابریلا، دختر دوسالهٔ وی که تابعیت بریتانیایی دارد را هم ضبط کردند. اتهام او مشارکت در «براندازی نرم» جمهوری اسلامی از طریق همکاری با مؤسسات و شرکت‌های خارجی بوده‌است. همسر وی اتهام همکاری با شرکت‌های خارجی را «مضحک» عنوان کرد.
گابریلا (گیسو) رتلکیف در ۲۰ فروردین ۱۳۹۵ به خانواده زاغری در ایران تحویل داده شد، اما خود او یک روز بعد از بازداشت به کرمان منتقل شد. به گفته همسرش او چند هفته در انفرادی بود و به وکیل دسترسی نداشت. گابریلا ۱۸ مهر ۱۳۹۸ بعد از سه سال و نیم به بریتانیا و نزد پدرش بازگشت. او در این مدت پیش والدین مادرش بود و پدرش را فقط از طریق تماس تلفنی دیده بود.
بعد از گذراندن ۴۵ روز در انفرادی و ۱۸ روز در بند عمومی زندان کرمان، در ۱۶ خرداد ۱۳۹۵ به بند دو الف سپاه پاسداران در زندان اوین تهران منتقل شد. سپاه کرمان او را به مشارکت در براندازی نرم و همکاری با موسسات معاند متهم کرده بود.
ریچارد رتکلیف، همسر زاغری و بنیاد خیریه رویترز که زاغری برای آن کار می‌کند اتهامات وارد به او را رد کردند. رتکلیف گفت همسرش در هفته‌های اول در انفرادی بوده و تحت فشار مجبور به امضای اعتراف شده‌است.
جعفری دولت‌آبادی، دادستان عمومی و انقلاب تهران جمعه ۴ تیر ۱۳۹۵ گفت: «این فرد در کرمان دستگیرشده بود و اکنون به تهران منتقل شده‌است.» او دلیل انتقال نازنین زاغری به تهران را «عدم صلاحیت رسیدگی» در کرمان عنوان کرد.

### اتهامات
خبرگزاری‌های راست ایران آنهایی که به زاغری پرداختند به نقل از مقامات قضایی پرونده وی را همواره در کنار ۳ نفر دیگر، نزار ذکا، هما هودفر و سیامک (محمدباقر) نمازی مطرح کردند که در آن اتهامات موارد مانند همکاری با دانشگاه سواز نیز مطرح شده‌است ولی اتهام ولوم (Women Living Under Muslim Laws) و سواز اصلاً به نازنین زاغری منسوب نبوده و متوجه هما هودفر بوده‌است. تنها اتهام اصلی اولیه که به زاغری وارد کردند همکاری با بنیاد تامسون رویترز با هدف آموزش دموکراسی و خبرنگاری آزاد و امنیت در فضای مجازی بوده‌است (که به گفته همسر وی این اتهامات مضحکند). هما هودفر که بیشتر اتهامات فوق به وی وارد بوده پس از ۱۱۲ روز حبس در ایران و فقط ۶ روز پس از مذاکرات وزرای امورخارجه ایران و کانادا، به گفته سخنگوی وزارت امور خارجه ایران هما هودفر به دلایل انسان‌دوستانه آزاد شد و از سوی وزارت امور خارجه ایران گفته شد که: خانم هما هودفر استاد بازنشسته دانشگاه‌های کانادا که بر اساس برخی اتهامات در ایران بازداشت بود به دلایل انسان‌دوستانه از جمله بیماری، عصر امروز آزاد و از طریق کشور عمان به کانادا بازگشت.
اتهاماتی که در خبرگزاری‌های راست داخل ایران به زاغری وارد کردند در کنار اتهامات اشخاص دیگری مانند نزار زکا، هما هودفر و سیامک نمازی بوده که شامل همکاری با دانشگاه سواز لندن نیز می‌شد.

### دادگاه بدوی و حکم قطعی
در دادگاه بدوی به ریاست ابوالقاسم صلواتی و پس از محاکمه‌ای که جزئیات آن مشخص نیست، زاغری به پنج سال زندان محکوم شد. ریچارد رتلکیف، همسر زاغری، گفته بود به حکم صادر شده اعتراض خواهند کرد. نازنین زاغری یکی از چندین اعتصاب غذای خود را شروع کرد و پنج روز بعد اعتصاب غذایش را شکست.
غلامحسین محسنی اژه‌ای، سخنگوی وقت قوه قضائیه ایران، در نشست خبری روز یکشنبه ۳ بهمن ۱۳۹۵ اعلام کرد که حکم زندان نازنین زاغری قطعی شده‌است.

### احتمال آزادی
۳۰ آذر ۹۶ وکیل نازنین زاغری، از قوت گرفتن احتمال آزادی زودهنگام او از زندان خبر داده و گفته‌است که موکلش ممکن است «طی چند هفته» از حبس آزاد شود. ریچارد رتکلیف، شوهر زاغری روز پنجشنبه ۳۰ آذر، به روزنامه بریتانیایی ایندیپندنت گفت که وکیل نازنین زاغری پی برده‌است که در وب‌سایت قوه قضائیه ایران، نام نازنین زاغری-رتکلیف از فهرست پرونده‌های «بسته» حذف شده و به فهرست «مشمول آزادی زودهنگام» منتقل شده‌است. وی به خبرگزاری فرانسه نیز گفت که وکیل نازنین زاغری، موکلش را در جریان این تحول قرار داده و اینکه زاغری احتمالاً تا کریسمس امسال به خانه بازخواهد گشت. رتکلیف به این خبرگزاری گفت: «انتظارم نسبتاً مثبت است. مشخص نیست که این خبر تا چه اندازه امیدوارکننده باشد اما قطعاً خبر خوبی است». به گفته ریچارد رتکلیف، وکیل زاغری گفته که هنوز برای نهایی شدن آزادی وی «کاغذبازی» الزامی است. اما «این کار تا چند روز یا چند هفته انجام می‌گیرد و به ماه و سال نمی‌کشد».
غلامحسین اسماعیلی، رئیس‌کل دادگستری استان تهران، در واکنش به اظهارات وکیل نازنین زاغری روز پنج‌شنبه یکم دی گفت: «هیچ‌کدام از ادعایی که رسانه‌های غربی تاکنون دربارهٔ این پرونده مطرح کرده‌اند، مورد تأیید مراجع قضایی نیست. چنانچه در این ارتباط برابر ضوابط و مقررات تصمیمی گرفته شود، از ناحیه مراجع قضایی جمهوری اسلامی ایران یا مراجع دیپلماسی، اعلام می‌شود.» رئیس دادگستری استان تهران همچنین گفت پرونده جدید نازنین زاغری هنوز باز است و مشخص نیست «که محکوم می‌شود یا تبرئه یا اینکه در صورت محکومیت به چه مجازاتی محکوم خواهد شد.»
۳۱ اردیبهشت ۱۳۹۷ رسانه‌های فارسی‌زبان به نقل از ریچارد رتکلیف همسر نازنین زاغری خبر از بررسی اتهامات جدیدی علیه این زندانی دادند. از طرفی خبرگزاری میزان که متعلق به قوه قضاییه ایران است مدعی شده بود که به دلیل نداشتن وکیل و همچنین درخواست خانم نازنین زاغری مبنی بر لزوم دسترسی به یک وکیل مورد اعتماد، پرونده باز ایشان در فرصتی دیگر رسیدگی خواهد شد. پس انتشار اخبار ضد و نقیض فعالین حقوق بشر بار دیگر نگرانی خود را ابراز کردند.

### اولین مرخصی و اعتصاب غذا
زاغری برای اولین بار بعد از بازداشت در ۱ شهریور ۱۳۹۷ به مرخصی فرستاده شد و توانست با دخترش گابریلا در خانه والدینش دیدار کند. مرخصی او این امید را ایجاد کرد که قرار است آزاد شود اما بعد از سه روز به زندان بازگشت. بلافاصله بعد از بازگشت او در زندان بیهوش شد. او در اعتراض به شرایط نگهداری خود در زندان در ۲۴ دی ۱۳۹۷ سه روز اعتصاب غذا کرد. در ۲۵ خرداد ۱۳۹۸ هم نازنین زاغری و هم همسرش ریچارد رتلکیف در اعتراض به ادامه بازداشت او ۱۵ روز اعتصاب غذا کردند. زاغری هشتم دی ۱۳۹۸ در همبستگی با کیلی مور گیلبرت، یک استاد دانشگاه استرالیایی بریتانیایی در زندان، بار دیگر اعتصاب غذا کرد.
ریچارد رتکلیف، همسر نازنین زاغری، همزمان با اعتصاب غذای همسرش در زندان اوین از روز ۱۵ ژوئن/۱۵ خرداد ۱۳۹۸ در مقابل سفارت جمهوری اسلامی ایران در لندن، دست به اعتصاب زد. نازنین زاغری در اعتراض به ادامه بازداشت خود از ۱۵ ژوئن ۲۰۱۹ اعتصاب غذای خود را شروع کرد. این اعتصاب غذا نهایتاً بعد از ۱۴ روز به پایان رسید.

### درخواست دولت انگلیس برای آزادی وی
بوریس جانسون وزیر امور خارجه انگلیس در اظهارنظری فعالیت زاغری را تنها آموزش روزنامه‌نگاری عنوان کردند که با اظهارات خود خانواده زاغری در تضاد بود و باعث برانگیختن انتقادات شد. جانسون در یک سفر دو روزه در ۱۳۹۶/۹/۱۸ به تهران و دیدار با مقامات بلندپایه ایران خواستار آزادی وی و کمال فروغی دیگر شهروند بریتانیایی، ایرانی‌تبار در بند زندان‌های ایران شد.
بوریس جانسون، وزیر خارجه بریتانیا، در سفری که ایران داشت برای آزادی نازنین زاغری وساطت کرد و در این سفر دربارهٔ بازپرداخت بدهی ۴۰۰ میلیون پوندی به ایران نیز مذاکره کرد. روزنامه بریتانیایی دیلی تلگراف خبر داده بود که دولت بریتانیا اعلام آمادگی کرده‌است تا در ازای آزادی نازنین زاغری ۴۰۰ میلیون پوند (معادل ۵۲۷ میلیون دلار) پول به ایران بازپرداخت کند. پرداخت این مبلغ فقط برای یک نفر این سؤال را مطرح کرده که چرا دولت انگلیس حاضر است هزینه ای معادل خرید چندین هواپیمای جنگی و تانک و نفر بر را فقط برای یک نفر دو تابعیتی بپردازد اهمیت و چرا در عمل اهمیت امنیتی این فرد از از بودجه خرید ده‌ها تانک و هواپیمای جنگی بیشتر است. بعد از آن یک سخنگوی دفتر نخست‌وزیر بریتانیا که نخواست نامش فاش شود، گفت که بین این دو موضوع «ارتباطی وجود ندارد» و وزارت خارجه ایران نیز ارتباط این دو موضوع با هم را تکذیب کرد. پس از اظهار نظر وزیر خارجه بریتانیا، نازنین زاغری بار دیگر بدون اعلام قبلی به دادگاه احضار شد. ریچارد رتکلیف همسر نازنین زاغری هم به خبرنگاران گفت که زاغری پس از این اظهارات، به جرایم جدیدی متهم شد که مجازات آن ممکن بود ۱۶ سال حبس به محکومیت او بیفزاید. در این میان، برخی اخبار حاکی از آن بود که دادگاه نازنین زاغری به تعویق افتاده‌است.
دادگاه عالی بریتانیا در ۱۰ مهر ۱۳۹۸ در حکمی مربوط به تانک‌های چیفتن اعلام کرد که شرکت سازنده لازم نیست همه سود پولی را که برای تانک‌ها از ایران گرفته، پرداخت کند. نازنین زاغری در نامه‌ای از زندان اوین، مذاکره وزرای خارجه بریتانیا و ایران برای آزادی او در برابر پرداخت طلب حدود ۴۰۰ میلیون پوندی ایران را حراج توصیف کرد. بوریس جانسون، چهارم دی ۱۳۹۸ در جریان دیدار با حسن روحانی در حاشیه جلسه سازمان ملل متحد در نیویورک از او خواست نازنین زاغری را فوراً آزاد کند.

### دومین مرخصی و ابتلا به کرونا
۲۷ اسفند ۱۳۹۸، نازنین زاغری به دلیل شیوع ویروس کرونا به مرخصی موقت فرستاده شد. او با پابند الکترونیکی و در شرایطی که تنها می‌تواند ۳۰۰ متر از خانه والدینش دور شود، به مرخصی رفت.
اسفند ۱۳۹۸، ریچارد راتکلیف، همسر نازنین زاغری اعلام کرد، پس از تماس تلفنی که با این زندانی در زندان اوین داشته‌است، احتمال می‌دهد که او به ویروس کرونا مبتلا شده باشد. او از دولت بریتانیا درخواست کرد که برای انجام آزمایش تست کرونای نازنین زاغری با دولت ایران تماس برقرار کند. راتکلیف پیشتر گفته بود که نازنین زاغری دچار سرماخوردگی و گلودرد شدید شده‌است. پیش از این، برخی اعضای خانواده‌های زندانیان سیاسی با صدور بیانیه‌ای وضعیت بهداشت و اخبار مربوط به شیوع کرونا در زندان را «نگران‌کننده» خوانده و خواستار «آزادی یا حداقل مرخصی قابل قبول زندانیان تا پایان دوران بحران» شده بودند.

### اتهام جدید
در ۱۸ شهریور ۱۳۹۹ پرونده جدیدی علیه زاغری مطرح شد. ریچارد رتکلیف گفته بود تنها موضوعی که مطرح شد، عکسی از نازنین در تظاهراتی مقابل سفارت ایران در لندن در سال ۱۳۸۸ بود که پیشتر هم در جریان محاکمه او در سال ۱۳۹۵ به دادگاه ارائه شده بود و از آن استفاده شده بود تا وی را محکوم کنند.
در آبان ۱۳۹۹ ریچارد رتکلیف، همسر نازنین زاغری به رسانه‌ها خبر داد که به همسرش اطلاع داده شده که قرار است رسیدگی به پرونده اتهامی جدید علیه او در دادگاه آغاز شود. به گفته وی، قاضی صلواتی ریاست این دادگاه را برعهده خواهد داشت. به نازنین زاغری گفته شده که باید وسایلش را برای رفتن به زندان آماده داشته باشد. به دنبال این اتفاق، وزارت خارجه بریتانیا در اعتراض، سفیر ایران در لندن را احضار کرد.
زاغری ۱۲ آبان ۱۳۹۹ با اتهام جدید تبلیغ علیه نظام از طریق شرکت در تظاهرات مقابل سفارت ایران در سال ۱۳۸۸ دوباره در دادگاه انقلاب حاضر شد.

### آزادی از زندان
زاغری یکسال بعد از مرخصی و بازداشت خانگی در تاریخ ۱۷ اسفندماه ۱۳۹۹ با اتمام محکومیت پنج ساله‌اش آزاد و پابند الکترونیکی او باز شد. همزمان با اعلام خبر آزادی زاغری، برای رسیدگی به پرونده دوم او وقت تعیین شده‌است. وکیل او گفته‌است که دادگاه انقلاب تهران «۲۴ اسفند» را برای بررسی این پرونده اعلام کرده‌است.
در ششم اردیبهشت ۱۴۰۰ دادگاه بار دیگر در پرونده‌ای جدید خانم زاغری را به یک سال حبس و یک سال ممنوعیت خروج از کشور محکوم کرد. وکیل پرونده به حکم اعتراض کرد. ۲۴ مهر ۱۴۰۰ حکم یک سال زندان و یک سال ممنوع الخروجی خانم زاغری تأیید شد.

## خروج از ایران
نازنین زاغری ۲۴ اسفند ۱۴۰۰ گذرنامه بریتانیایی خود را پس گرفت و روز بعد برای مبادله با تیم انگلیسی به فرودگاه امام خمینی منتقل و پس از دریافت ۵۳۰ میلیون دلار به تیم انگلیسی تحویل داده شد. او بعد از پرواز و توقف کوتاهی در عمان راهی بریتانیا شد و در پایگاه هوایی برایز نورتون در آکسفوردشر به زمین نشست.

## فعالیت‌ها

### حمایت از فعالان محیط زیست زندانی
خرداد ۱۴۰۱ تعدادی از زندانیان سیاسی سابق با انتشار بیانیه‌ای در روز محیط زیست از رفتار جمهوری اسلامی با فعالان بازداشتی محیط زیست انتقاد کردند. این بیانیه را زاغری به همراه کایلی مور گیلبرت، ارس امیری، آتنا دائمی، شکوفه یداللهی، پریسا رفیعی، نگین قدمیان و سپیده فرهان امضا کرد.